# Poly Implant Prothèse
Poly Implant Prothèse S.A. (PIP) war ein französisches Unternehmen in La Seyne-sur-Mer bei Toulon. Es wurde 1991 von Jean-Claude Mas gegründet. Es stellte Brustimplantate her und war drittgrößter Hersteller in diesem Bereich. PIP wurde 2011 liquidiert. Das Unternehmen und der Unternehmensgründer standen im Mittelpunkt eines weltweiten Gesundheitsskandals. Es ging dabei um ein Reißen der Implantate oder um ein allmähliches Austreten des Silikongels. Ein Zusammenhang mit Krebserkrankungen wurde nicht nachgewiesen.

## Geschichte
Das Unternehmen produzierte 20 Jahre lang Implantate für Frauen, die sich damit die Brust vergrößern oder nach einer Krebsoperation wiederherstellen ließen. PIP wurde zum weltweit drittgrößten Produzenten und vertrieb zeitweise etwa 100.000 Brustimplantate pro Jahr. Die Implantate wurden in mehr als 65 Länder exportiert. In den Niederlanden wurden sie unter dem Namen „M-implants“ vertrieben.
Der Firmengründer Jean-Claude Mas wohnte zeitweise in Luxemburg. Um Steuern zu sparen, baute er dort ein Geflecht von Holdings und Briefkastenfirmen auf und setzte Strohmänner ein. Fünf dieser direkt und/oder indirekt an PIP beteiligten Firmen waren in Luxemburg ansässig, zwei weitere in den Vereinigten Staaten.
Poly Implant Prothèse geriet 1996 erstmals unter Verdacht. Die französische Gesundheitsbehörde Direction générale de la santé ließ das Unternehmen bis 1997 überwachen. Die FDA der USA beanstandete im Juni 2000 die Produktionsweise mit einem sogenannten Warning Letter und stoppte bereits im Mai 2000 den Import der Implantate der Firma PIP in die USA.
Ab 2001 bis zum Produktionsstopp im Jahr 2010 stellte das Unternehmen statt der offiziell verwendeten Silikoneinlagen solche mit unzulässiger Füllung her. Diese minderwertigen Implantate wurden weltweit vertrieben und nach verschiedenen Schätzungen bei etwa 300.000 oder 400.000 bis 500.000 Frauen eingesetzt. Es handelte sich um ein gepanschtes Gel aus dem Silikonprodukt „Baysilone“ des US-amerikanischen Herstellers Momentive Performance Materials und weiteren Stoffen, die etwa in der Bau- und Kautschukindustrie verwendet werden. Die Firma Brenntag lieferte das Baysilone an PIP und wies nach eigenen Angaben den Empfänger darauf hin, dass das Produkt nur für industrielle Zwecke verwendet werden dürfe (siehe Details). Mit der gepanschten hauseigenen Gel-Mischung wollte Jean-Claude Mas den Profit steigern. Im Jahr 2009 kostete das einwandfreie Gel „Nusil“, das PIP fälschlich als Inhalt seiner Gelkissen angab, 35 Euro pro Liter, das von PIP gepanschte Industrie-Silikon dagegen nur 5 Euro pro Liter.
Außerdem wurden minderwertige Hüllen verwendet, um noch mehr Kosten zu sparen. Dies führte dazu, dass sehr viele Implantate früher oder später rissen. PIP-Mitarbeiter informierten im Jahr 2005 die Firmenleitung darüber, dass es Berichte über Risse in den Silikonkissen gebe. Anfang 2006 verlangte ein Mitarbeiter eine Erklärung dafür. Er warnte, dass Probleme mit den PIP-Produkten ein Gesprächsthema unter den Chirurgen seien. Die Vertriebsleitung antwortete: „Der Umsatz ist wichtiger als der Zustand der Hüllen, bitte veranlassen Sie das Notwendige.“
Einige PIP-Mitarbeiter halfen bei dem Betrug mit. Beispielsweise hatte ein Informatiker verdächtige Dokumente zu löschen. Wenn die deutschen Kontrolleure vom TÜV Rheinland einen Besuch ankündigten, wurden die gefälschten Implantate in einer eigens angemieteten Halle versteckt und das zulässige Gel „Nusil“ wurde kurzzeitig in der Produktion verwendet. Nach der Abreise der Prüfer feierten die Vorgesetzten die gelungene Täuschung mit Champagner. Mas hielt zweifelnde Mitarbeiter bei der Stange, indem er versprach, „in einigen Jahren“ korrekt zu produzieren, oder indem er ihr Gehalt erhöhte. Die am Betrug beteiligten Mitarbeiter erklärten später vor Gericht, sie hätten bei ihrem mächtigen Chef ohnehin nichts ausrichten können; sie hätten auch nicht Anzeige erstatten wollen, weil damit die Gefahr verbunden gewesen wäre, sich selbst und darüber hinaus die Kollegen beruflich zu ruinieren.
Als Berichte über geplatzte und undichte Silikonkissen zunahmen, untersagte die französische Behörde Agence française de sécurité sanitaire des produits de santé (Afssaps) zum 1. April 2010 Vermarktung, Vertrieb, Export und weitere Verwendung der Implantate. Swissmedic in der Schweiz reagierte im April 2010. Die Zertifizierung der Implantate für den europäischen Markt, für die der TÜV Rheinland zuständig war, wurde erst im Mai 2010 widerrufen, mehr als einen Monat nach den behördlichen Betriebsuntersagungen.
Die französische Krankenkasse Caisse nationale de l’assurance maladie (CNAM) erstattete Anzeige bei der Staatsanwaltschaft in Marseille wegen schweren Betrugs. Argentinische und venezolanische Opferverbände wollten sich der Klage anschließen.
In Großbritannien mussten Kliniken des staatlichen NHS die Implantate kostenlos entfernen. Die Privatkliniken weigerten sich; Implantate werden jedoch häufig in wenig regulierten Privatkliniken eingesetzt, nicht nur in Großbritannien. Für Deutschland ging man von 80 Prozent Schönheitsoperationen aus, bei denen die Kostenübernahme fraglich war. Bis Ende 2013 ließen sich 1731 Frauen in Deutschland das Implantat wieder explantieren. Soweit Angaben zum Zustand des Implantats gemacht wurden, lag in knapp der Hälfte der Fälle ein Riss vor und/oder das Silkon war ohne Riss durch die Hülle ausgetreten.

## Jean-Claude Mas
Jean-Claude Mas, Jahrgang 1939 und gelernter Metzger, verkaufte in den 1970er Jahren Weine, Cognac und Wurstwaren, bevor er 15 Jahre lang Verkaufsleiter des amerikanischen Pharmazieunternehmens Bristol-Myers Squibb wurde. Er arbeitete mit dem französischen Schönheitschirurgen Henri Arion zusammen, der Brustimplantate erstmals 1965 in Frankreich einführte. Als Arion bei einem Flugzeugunglück 1991 starb, setzte Mas die gemeinsame Arbeit fort und gründete im selben Jahr die Firma Poly Implant Prothèse (PIP).
Mit der Untersagung seines Betriebes 2010 tauchte Jean-Claude Mas unter. Seit Juni 2011 wurde er von Interpol gesucht, jedoch nicht wegen des Brustimplantate-Skandals, sondern auf Antrag von Costa Rica wegen Trunkenheit am Steuer. Mas soll im Juni 2011 bei einer Autofahrt in Costa Rica betrunken gewesen sein. Ende Januar 2012 wurde er in seinem Landhaus in Südfrankreich vorläufig festgenommen.
Mas wurde unter anderem vorgeworfen, die Kissen mit billigem, unzulässigem Industriesilikon gefüllt zu haben. Am 10. Dezember 2013 wurde Mas beim Strafprozess vor dem Tribunal correctionnel in Marseille wegen Betruges zu vier Jahren Haft und einer Geldstrafe von 75.000 Euro sowie einem Berufsverbot verurteilt. Im Jahr 2016 bestätigte ein französisches Berufungsgericht die Haftstrafe. Weitere Klagen von betroffenen Frauen standen noch an. Mas legte wiederholt Einspruch ein, so dass er die Haftstrafe bis zu seinem Tod nicht antreten musste. Er starb am 4. April 2019 im Alter von 79 Jahren.

## TÜV Rheinland
Im Zusammenhang mit dem Gesundheitsskandal steht die TÜV Rheinland AG in der Kritik, die im Zusammenhang mit der CE-Kennzeichnung als Benannte Stelle für die Zertifizierung der PIP-Produkte zuständig war. Der TÜV Rheinland zeichnete für die Überprüfung des Qualitätsmanagements und die Einhaltung der europäischen Richtlinie für Medizinprodukte verantwortlich.

### Stellungnahmen
Das Prüfunternehmen macht geltend, dass es selbst Opfer des kriminellen Vorgehens von PIP wurde. Der TÜV Rheinland sei wie alle anderen Beteiligten von PIP systematisch getäuscht worden. Auf die Frage, was beim TÜV Rheinland schiefgelaufen sei, antwortete dessen Leiter Manfred Bayerlein in einem Interview: „Nichts. Das System PIP war ein groß angelegter Betrug ungeheuerlichen Ausmaßes. Die Verantwortung liegt beim Hersteller und den verantwortlichen Managern.“ Der TÜV Rheinland hatte deshalb im Februar 2011 in Marseille selbst Strafanzeige erstattet.
Der Vorsitzende des TÜV Rheinland fordert als Konsequenz aus dem Skandal Änderungen an den Prüfvorschriften, um zukünftig extreme kriminelle Handlungen zu unterbinden. Dazu soll nach seinen Vorstellungen ein 4-Punkte-Programm eingeführt werden, das Baumusterprüfungen, Entnahme von Proben aus der Fertigung und Untersuchungen von bereits ausgelieferten Produkten zwingend vorschreibt. Außerdem sollen Aufsichtsbehörden verpflichtet werden, die Prüforganisationen in ihren Informationsfluss einzubeziehen.

### Klagen gegen den TÜV Rheinland
Am 2. Februar 2012 war der TÜV Rheinland zu einer Anhörung vor das Handelsgericht in Toulon geladen. Ein Anwalt hatte im Auftrag von drei Unternehmen, die Implantate von PIP vertrieben hatten, Klage eingereicht.
Der TÜV Rheinland wurde im Januar 2013 von einer betroffenen 62-jährigen Frau aus Ludwigshafen auf Schadensersatz verklagt; die Klage wurde (auch) im Berufungsverfahren vom Oberlandesgericht Zweibrücken mit Urteil vom 30. Januar 2014 abgewiesen (Az. 4 U 66/13), wie auch eine andere Klage, anhängig beim Landgericht München I mit Urteil vom 11. Dezember 2013 (Az. 9 O 10603/12).
Am 12. September 2013 reichte die Krankenversicherung AOK Bayern beim Landgericht Nürnberg-Fürth eine Klage gegen den TÜV Rheinland ein und verlangte als Schadenersatz die Übernahme der Kosten der Operationen zur Entnahme der Brustimplantate von 27 Versicherten. Im März 2014 wies das Landgericht diese Klage mit Verweis auf das Urteil des OLG Zweibrücken ab.
Am 14. November 2013 urteilte das französische Tribunal de commerce (Handelsgericht) in dem Fall und wies dem TÜV Rheinland eine Mithaftung zu. Geklagt hatten sechs Händler und mehr als 1600 betroffene Frauen hatten einen Schadenersatz von insgesamt mehr als 50 Millionen Euro vom TÜV Rheinland verlangt. Der TÜV Rheinland gab nach der Urteilsverkündung bekannt, in Berufung gehen zu wollen. Im Mai 2017 bestätigte das Berufungsgericht in Aix-en-Provence das Urteil des Handelsgerichts.
In Deutschland kam der Fall vor den Bundesgerichtshof (BGH). Dieser vertagte seine Entscheidung, um eine Entscheidung des EuGH abzuwarten. Der EuGH entschied am 16. Februar 2017, dass der benannten Stelle keine generelle Pflicht obliegt, unangemeldete Inspektionen durchzuführen, Produkte zu prüfen und/oder Geschäftsunterlagen des Herstellers zu sichten. Erst wenn Hinweise darauf vorlägen, dass möglicherweise nicht alle Vorgaben erfüllt seien, müsse die benannte Stelle sämtliche erforderlichen Maßnahmen ergreifen, um ihren Verpflichtungen nachzukommen. Auf Basis dieser Entscheidung urteilte der BGH zugunsten des TÜV Rheinland und wies die Revision ab.
Im Februar 2020 urteilte der BGH über die Klage einer Versicherung gegen den TÜV Rheinland, sah eine deliktische Haftung und verwies das Verfahren an das Oberlandesgericht Nürnberg zurück.
Im Mai 2023 urteilte der Kassationsgerichtshof Frankreichs als oberste nationale Gerichtsinstanz, der TÜV Rheinland trage eine Mitverantwortung, da er seine „Pflichten zur Kontrolle, Sorgfalt und Wachsamkeit“ nicht ausreichend wahrgenommen habe. Damit rückte die Entschädigung zehntausender Frauen in aller Welt in greifbare Nähe.
Im Januar 2024 verurteilte ein Gericht in Nanterre den TÜV Rheinland zur Zahlung von mehr als 10 Millionen Euro Schadenersatz an 605 Frauen. Es handelte sich um eine Sammelklage von 1319 Frauen, die meisten von ihnen mit britischer Staatsangehörigkeit. Das Gericht in Nanterre argumentierte, dass die Menge des von PIP bestellten Gels bereits seit 2002 „offensichtlich“ nicht mit der Zahl der produzierten Implantate übereingestimmt habe; dies hätte dem Prüfunternehmen auffallen müssen. Dem TÜV Rheinland blieb die Möglichkeit, gegen das Urteil in Berufung zu gehen. Die TÜV-Anwältin kündigte diesen Schritt an. Der TÜV Rheinland verwies darauf, dass es in Deutschland mehr als 240 klageabweisende Entscheidungen gegeben habe. Auch in Belgien, Italien und Spanien seien Klagen abgewiesen worden; nur in Frankreich gebe es weiterhin Rechtsstreitigkeiten.

## Konsequenzen
Der Sachverständigenrat zur Begutachtung der Entwicklung im Gesundheitswesen schlug im Juni 2014 vor, für alle Medizinprodukte eine europaweite, unabhängige Zulassung vorzuschreiben.
Im Juni 2020 entschied der EuGH eine Klage aus Deutschland: Der französische Versicherer von PIP kann nicht von einer deutschen Klägerin belangt werden.